# 14 octobre dans les chemins de fer
14 septembre 14 novembre
Chronologies thématiques
- Croisades
- Sports
- Disney

Cette page concerne les événements qui se sont déroulés un 14 octobre dans les chemins de fer.

## Événements

### XIXesiècle
- 1829 : au Royaume-Uni, la « Rocket » (Fusée) de Robert Stephenson sort gagnante en franchissant la ligne d'arrivée à 39 km/h lors du mémorable concours de locomotives de Rainhill opposant quatre candidates.
- 1845 : en France, le roi Louis-Philippe Ier ordonne l'autorisation du Chemin de fer de Paris à la mer qui désigne un projet ferroviaire élaboré dans les premiers temps du chemin de fer en France, sous la Restauration, visant à relier Paris au Havre via Rouen, avec un embranchement vers Dieppe.
- 1900 : en France, ouverture de la ligne Montérolier-Buchy - Saint-Saëns de la Compagnie des chemins de fer du Nord.

### XXesiècle
- 1980 : aux États-Unis, adoption du Staggers Rail Act, loi qui institue la dérégulation des chemins de fer.

### XXIesiècle
- 2004 : en Allemagne, Arriva, groupe britannique de transport s'implante dans le transport ferroviaire en Allemagne en rachetant la compagnie régionale Ligne de la vallée de la Regen (de) qui exploite 600 km de lignes en Bavière.